# Boeing RC-135
Boeing RC-135 er en flyserie der dækker over en række rekognosceringsfly der er bygget af Boeing og efterfølgende modificeret flere gange af en række virksomheder, inklusiv General Dynamics, Lockheed, LTV, E-Systems og L-3 Communications.
Flyet benyttes af United States Air Force (USAF) og Royal Air Force (RAF) til at støtte nationale og internationale samarbejdspartnere med nær-live efterretningsindhentning og analyser af disse. Flyet er baseret på C-135 Stratolifter-flystellet, den militære variant af den civile Boeing 707. Forskellige versioner af RC-135 har været i tjeneste siden 1961. Der er igennem tiden bygget flere varianter af flytypen der hver især har forskellige designatorer og konfigurationer.

## Design og udvikling
Den første RC-135-variant, RC-135A, blev bestilt i 1962 af United States Air Force til at erstatte Boeing RB-50 Superfortress. Oprindeligt bestilte man ni fly, men dette blev senere reduceret til fire. Boeing tildelte flyet designationen Boeing 739-700, men flyet var reelt en modificeret variant af tankflyet KC-135A som man var ved at producere i samme periode. Flyet benyttede de samme J57-P motorer som tankflyet, men var udstyret med fotografiapparater i fragtrummet bag næsehjulet hvor den forreste brændstoftank normalt er placeret. RC-135A var ikke udstyret med lufttankningssystem og flyenes primære opgaver var rekognosceringsopgaver.
Den næste variant man bestilte var RC-135B som blev udviklet specifikt til signalefterretning og skulle erstatte Boeing RB-47H Stratojet og havde ELINT som hovedopgave. Ligesom de andre varianter af C-135-familien var flyet udstyret med TF-33 turbofan-motorer. Disse 10 fly blev leveret direkte til et lager i 1965 hvor de skulle fik installeret det avancerede EK-indhentningsudstyr. I 1967, blev de omdesigneret til RC-135C og blev alle godkendt til operativ brug samme år. Ligesom RC-135A var denne variant ikke udstyret med lufttankningsudstyr med derimod med et KA-59 kamera. Udenpå flyskroget var der installeret et avanceret SLAR-radarsystem (Sideways Looking Airborne Radar) på den nederste del af skroget.
RC-135Bs var de sidste nybyggede fly af denne type, alle efterfølgende varianter var ombygninger af fly i RC-135-familien eller konverterede KC-135-tankfly.
I 2005 afsluttede man en omfattende serie af opgraderinger af RC-135-flåden, hvor blandt andet flystellet blev moderniseret, desuden opgraderede man motorerne fra Pratt & Whitney TF33 til CFM International CFM-56 (F108) motorerne der blev benyttet på KC-135R og T Stratotankere og avionikken blev digitaliseret.

## Operativ historie
Den nuværende RC-135-flåde er de nyeste modifikationer af flytypen og modifikationerne strækker sig tilbage til starten af 1960'erne. I begyndelsen blev flytypen benyttet af Strategic Air Command (SAC) til rekognoscering, RC-135 har deltaget i samtlige konflikter USA's forsvar har deltaget i siden flyet indgik i tjeneste. RC-135 støttede operationerne i Vietnamkrigen, Operation El Dorado Canyon, Operation Urgent Fury, Operation Just Cause, Operation Deliberate Force, Operation Allied Force, Operation Desert Storm, Operation Enduring Freedom og Operation Iraqi Freedom. RC-135 har været fast udstationeret i Sydvestasien siden starten af 1990'erne. De var en hjørnesten i den kolde krig hvor de fløj rekognosceringstogter langs Warszawa-pagtens ydre grænser.
I 1992 blev flyene overført fra SAC til Air Combat Command. RC-135-flåden har hjembase på flyvestationen Offutt Air Force Base i Nebraska og er tilknyttet 55th Wing. I alt er 22 RC-135 fly tilknyttet wingen: Tre RC-135S Cobra Ball, to RC-135U Combat Sent, og sytten RC-135V/W Rivet Joint.
Den 9. august 2010, fejrede Rivet Joint sit 20-års jubilæum for uafbrudt tjeneste underlagt Central Command, hvor flyet havde været tilknyttet siden begyndelsen af Desert Storm. Denne tilknytning repræsenterer den længste uafbrudte tilknytning til en ekstern kommando, som en flytype fra USAF har haft. Under tilknytningen har flyene fløjet over 8.000 operative flyvninger til støtte for luft og landstyrkerne involveret i Desert Storm, Desert Shield, Northern Watch, Southern Watch, Iraqi Freedom og Enduring Freedom, som er i gang den dag i dag.
Den 22. marts 2010 offentliggjorde det britiske forsvarsministerium at man havde indgået en aftale med USA om indkøbet af tre RC-135W Rivet Joint fly sammen med en tilhørende landbaseret infrastruktur. Disse fly skulle erstatte Nimrod R1, som efterfølgende blev skrottet i juni 2011. Flyene bliver leveret i perioden 2014-2018. Royal Air Force modtog det første RC-135W i september 2013 og det fik sin ilddåb i juli 2014 til støtte for kamphandlingerne i Syrien og Irak mod Islamisk Stat. I britisk tjeneste benytter man ikke navnet Rivet Joint, men derimod navnet Airseeker.

## Varianter

### KC-135A Rekognosceringsfly
Mindst fire KC-135A tankfly blev konverteret til improviserede rekognosceringsfly. De fire tankfly; 55-3121, 55-3127, 59-1465 og 59-1514 blev modificeret fra 1961. Samme år annoncerede Sovjetunionen at man ville detonere en 50 Megaton TNT-ækvivalent brintbombe ved Novaja Zemlja, den såkaldte Tsar Bomba. Flyet 55-3127, som blev modificeret under Big Safari-programmet til "SPEED LIGHT BRAVO"-konfigurationen for at indhente efterretninger på testen. Missionens succes betød at man konverterede yderligere fly til efterretningsindhentning.

### KC-135R Rivet Stand / Rivet Quick
Flyet skal ikke forveksles med standardtankflyet KC-135R. Tre tankfly blev konverteret til Rivet Stand-standard i juli 1967. De tre fly var 55-3121, 59-1465, 59-1514, samt yderligere en KC-135A, 58-0126, i 1969 som erstatning for 59-1465 som styrtede ved Offutt AFB i Nebraska i 1967. Dette ene fly var betegnet Rivet Quick. Eksternt havde KC-135R forskellige konfigurationer igennem deres levetid, men et karakteristisk kendetegn var de fem antenner der lignede et håndklædestativ på flyets overside samt radomen under flyet. De første tre fly beholdte standardradomen fra tankflyet mens det fjerde fly, 58-0126, blev udstyret med den markante snude der normalt er associeret med et RC-135. En trekantet kasse var placeret bagerst på flyet i stedet for flytankningsstudsen. Herfra man kunne slæbe en speciel modtager via en wire. Dette system blev efter sigende benyttet til "Briar Patch" og "Combat Lion" missioner. Flyet havde fire små vinduer på hver side af den forreste del af skroget. Alle fire fly fik tilføjet en flytankningsstuds umiddelbart bag cockpittet og er sidenhen blevet konverteret tilbage til tankfly. Disse fire fly er nogle af de eneste tankfly der er i stand til at modtage brændstof fra et andet tankfly.

### KC-135T Cobra Jaw
Flyet 55-3121 blev i 1969 modificeret af Lockheed Air Services til den unikke KC-135T konfiguration benævnt Cobra Jaw. Flyet blev senere ombygget til et RC-135T Rivet Dandy.

### RC-135A
Fire RC-135A (63-8058,63-8059, 63-8060 og 63-8061) var luftfotograferingsplatforme som blev benyttet i en kort periode af Air Photographic & Charting Service, som var baseret ved Turner Air Force Base, Georgia og senere hen ved Forbes Air Force Base i Kansas tilknyttet 1370. Photographic Mapping Wing. Denne opgave blev dog kort efter overtaget af satellitter og RC-135A-flyene blev konverteret til personeltransport. I starten af 1980'erne blev de konverteret til KC-135D-tankfly. På grund af forsinkelser i forbindelse med installationen af tankningsudstyret var de fire fly de sidste fly i C-135-serien der blev leveret til USAF. Internt i Boeing blev RC-135A omtalt som 739-700.

### RC-135B
Dette var den første version af flytypen som blev bygget specifikt som RC-135. RC-135B blev aldrig benyttet operativt, da Boeing ikke havde installeret andet udstyr end det rent flyvetekniske. Produktionen bestod af 10 fly og blev leveret direkte til Martin Aircraft i Baltimore, Maryland hvor der skulle installeres indhentningsudstyr og foretages en række modifikationer under Big Safari-programmet. Flyene blev fløj aldrig i denne konfiguration men blev ændret til RC-135C. Boeings modelnummer for flyet var 739-445B.

### RC-135C Big Team
Big Team var et modificeret RC-135B-fly benyttet til strategisk efterretning og var udstyret med et AN/ASD-1 elektronisk indhentningssystem (ELINT). Systemet bestod af et antal store kanistre på den forreste del af flyet såvel som andre antenner og en kamerainstallation på tankningsstationen agterst på flyet. Besætningen bestod af to piloter, to navigatører og adskillige efterretningsspecialister og sprogofficerer. Da RC-135C-systemet var fuldt implementeret udfasede SAC flåden af RB-47H Stratojets fra aktiv tjeneste. Alle ti fly af denne type er stadig i aktiv tjeneste som enten RC-135V Rivet Joint eller RC-135U Combat Sent-konfigurationerne.

### RC-135D Office Boy / Rivet Brass
Flyene blev leveret til Eielson Air Force Base i Alaska i 1962 som en del af Office Boy-projektet. Serienumrene var 60-356, 60-357 og 60-362 og de operative opgaver startede i 1963. De tre fly blev oprindeligt bestilt som KC-135A-tankfly, men blev leveret uden bomsystemet og blev kendt som de "falske C-135A" som man samtidig havde bestilt et antal af. Den primære opgave for Rivet Brass-flyene var at flyve langs Sovjetunionens nordlige grænse, ofte som transportfly mellem Eielson og RAF Upper Heyford i Oxfordshire, og senere RAF Mildenhall i Suffolk i Storbritannien. RC-135D blev også benyttet i Sydøstasien i de perioder hvor RC-135M (se RC135M Rivet Joint) ikke var til rådighed. I slutningen af 1970'erne konverterede man flyene til KC-135R tankfly.

### RC-135E Lisa Ann / Rivet Amber
RC-135E var et enkelt fly oprindeligt designeret C135B-II (projektnavn Lisa Ann) og var unikt udstyret med et stort 7 MW Hughes Aircraft phased-array radarsystem. Flyet blev oprindeligt leveret til USAF som som et C-135B med serienummeret 62-4137 og havde hjemme på Shemya Air Force Station i Alaska i perioden 1966-1969. Flyet opererede i tandem med RC-135S Rivet Ball (se længere nede i teksten). Alene flyets radarsystem vejede over 14 ton og kostede over 35 millioner USD (1960-værdi), hvorved Rivet Amber var både den tungeste C-135-variant samt det dyreste amerikanske fly i sin tid. Den elektromagnetiske udstråling fra flyets radaranlæg var kraftig nok til at være en sundhedsrisiko for besætningen og af denne grund var radaranlægget afskærmet med tykke blyskotter. Radarsystemet kunne spore et objekt på størrelse med en fodbold på en afstand af 300 kilometer og flyets primære opgave var at monitorere sovjetiske ballistiske missiltests når missilerne kom ind i atmosfæren. Radarens strømforbrug var enormt hvorfor der var behov for mere elektricitet end hvad flyet i sin standardkonfiguration kunne levere. Dette betød at man installerede en 350kVA generator under den ene vinge der udelukkende skulle give strøm til de missionsspecifikke systemer. Man installerede desuden en varmeveksler under den anden vinge som kunne køle de massive elektroniske komponenter om bord på flyet. Den 5. juni 1969 styrtede Rivet Amber ned over havet under en flyvning fra Shemya til Eielson AFB for vedligehold og man har aldrig fundet flyet igen.

### RC-135M Rivet Card
RC-135M var tiltænkt som en midlertidig flytype og havde en begrænset ELINT-kapacitet i forhold til RC-135C men med en forøget COMINT-kapacitet. Flyene blev benyttet af 82nd Reconnaissance Squadron under Vietnamkrigen fra Kadena Air Base, hvor deres primære opgave var signalefterretning over Tonkinbugten og Laos i operation Combat Apple (oprindeligt Burning Candy). Der var i alt seks fly med RC-135M-konfigurationen; 62-4131, 62-4132, 62-4134, 62-4135, 62-4138 og 62-4139. Disse fly blev alle opgraderet til RC-135W Rivet Joint-standard i starten af 1980'erne.

### RC-135S Nancy Rae / Wanda Belle / Rivet Ball
Rivet Ball var forgængeren til Cobra Ball og startede med et enkelt RC-135S (59-1491, tidligere et JKC-135A) den 31. december 1961 under projektnavnet Nancy Rae som et aktiv under Air Force Systems Command og senere under projektnavnet Wanda Belle. Flyet blev omdesigneret til Rivet Ball i januar 1967. Flyet havde base på Shemya Air Force Base i Alaska. Ligesom de fleste andre varianter af RC-135-serien havde RC-135S en forlænget snude hvori der var en S-bånds modtagerantenne. Flyet havde ti karakteristiske flade kvarts-vinduer på den højre side af skroget til sporingskameraer. I modsætning til andre RC-135S, havde Rivet Ball også en plexiglasdome ovenpå skroget til manuel sporing. Flyet var det første i vesten der fik fotografisk dokumentation af de første sovjetiske MIRV-tests den 4. oktober 1968. Den 13. januar 1969 blev Rivet Ball totaltskadet i en landingsulykke ved Shemya da det akvaplanede af landingsbanen, ingen kom til skade ved ulykken.

### RC-135S Cobra Ball
RC-135S Cobra Ball er et MASINT-indhentningsfly udstyret med specielle elektrooptiske instrumenter der er designet til at observere ballistiske missiler på lang afstand. Cobra Ball kan monitorere elektromagnetiske signaler associeret med missiler og kan spore missilerne under opsendelsen og genindtrængen i atmosfæren. Flyet er i stand til at dokumentere hvorvidt missiler overtræder Haag-adfærdskodeksen mod spredning af ballistiske missiler. Flyet er et kraftigt modificeret C-135B. Den højre vinge og motorerne er malet sort som på de andre Rivet-varianter.
Tre fly er stadig i tjeneste og de hører under 45th Reconnaisance Squadron underlagt 55th Wing og er hjemmehørende på Offutt Air Force Base i Nebraska. Cobra Ball var oprindeligt udstationeret på Shemya og blev benyttet til at monitorere ballistiske missiltests på Kamtjatka-halvøen sammen med Cobra Dane og Cobra Judy. To fly blev konverteret til Cobra Ball-konfigurationen i 1969. Efter et flystyrt i 1981 blev et endnu fly konverteret i 1983. Det ene RC-135X-fly blev også konverteret til et RC-135S i slutningen af 1990'erne for at supplere de tilbageværende fly.
Efter et RC-135T-fly styrtede modificerede man et EC-135B i 1985 til TC-135S-standard så man kunne benytte det som et skolefly, men var ikke udstyret med den avancerede sensorpakke.

### RC-135T Rivet Dandy
En KC-135T med stelnummeret 55-3121 blev modificeret til RC-135T Rivet Dandy-standard i 1971. Det blev benyttet til at supplere flåden af RC-135C/D/M-fly der var hårdt belastet grundet en igangværende opgraderinger af flyene hvilket betød at et antal fly ikke var til rådighed. I 1973 blev flyets indhentningsudstyr fjernet og flyet blev konverteret tilbage til KC-135E-standard og benyttet som et træningsfly i den resterende del af flyets tjenestetid. Flyet beholdte dog sin distinkte snude og andre eksterne modifikationer og fik aldrig installeret en lufttankningsstuds. I denne træningskonfiguration blev flyet i løbet af sin karriere tilknyttet 376th Strategic Wing ved Kadena Air Base, Okinawa, 305th AREFW ved Grissom Air Force Base, Indiana samt den 6th Strategic Wing ved Eielson Air Force Base, Alaska. I 1982 fik flyet installeret Pratt & Whitney TF33-PW102 motorer og andre modifikationer under KC-135E-standarden. Flyet styrtede under indflyvning til Valdez Airport, Alaska den 25. februar 1985 hvor tre besætningsmedlemmer mistede livet. Vraget blev ikke fundet før august 1985, seks måneder efter ulykken.

### RC-135U Combat Sent
RC-135U Combat Sent blev designet til at indhente tekniske ELINT data på modstanderens radarsystemer. Indhentningen af Combat Sent data var primært til udviklingen af Radar warning receiver, jammere, missilvildledningssystemer, antiradarmissiler, og træningssimulatorer.
Flyet er udstyret med distinkte antenner på næsen, halen og vingespidserne. I alt blev tre RC-135C konverteret til RC-135U (63-9792, 64-14847 og 64-14849) i starten af 1970'erne. 63-9792 er siden hen konverteret til Rivet Joint-standard i 1978 og alle flyene har base på Offutt Air Force Base i Nebraska. Besætningen består normalt af 2 piloter, 2 navigatører, 3 systemteknikere, 10 EK-operatører og 6 specialister.

### RC-135V/W Rivet Joint
RC-135V/W er USAF's primære SIGINT-platform. Flyets sensorpakke gør besætningen i stand til at opfange og identificere elektromagnetiske signaler samt stadfæste deres oprindelsespunkt. Besætningen kan derefter videresende disse informationer i forskellige formater til dem der har et behov for at modtage disse informationer ved hjælp af flyets omfattende kommunikationssystem. Vedligeholdelsen af alle Rivet Joint-flystellene og deres elektroniske systemer bliver udført af L-3 Communications i Greenville, Texas under opsyn af Air Force Materiel Command.
Alle RC-135s er underlagt Air Combat Command. Flyene hører alle til på Offutt Air Force Base i Nebraska og er underlagt 55th Wing. Man benytter dog også en række fremskudte baser rundt om i verden.
Under "BIG SAFARI-programmet" opgraderede man RC-135C "Big Team" til RC-135V-standarden. RC-135W var oprindeligt bygget som et C-135B transportfly og havde tidligere fungeret som RC-135M. I lang tid kunne man kende RC-135V/W på deres fire distinkte MUCELS-antenner forrest, fire mindre agter og en mængde mindre antenner på undersiden af flyet. I 2000'erne introducerede man i baseline 8 Rivet Joints den første større synlige ændring på RC-135V/W hvor man erstattede de store MUCELS-antenner med distinkte mindre antenner. Konfigurationen af de mindre antenner på undersiden af flyet blev også ændret betydeligt.

### RC-135X Cobra Eye
Det er kun bygget et enkelt RC-135X Cobra Eye. Det blev konverteret fra et C-135B Telemetrifly i den sidste halvdel af 1980'erne. Flyets opgave er at observere ICBMs vej tilbage igennem atmosfæren. I 1993 blev flyet konverteret til RC-135S Cobra Ball-standard.

### RC-135W Rivet Joint (Projekt Airseeker)
Storbritannien har købt tre KC-135R-tankfly som skal konverteres til RC-135W Rivet Joint standard under Airseeker-projektet. Anskaffelsen af de tre fly er budgetteret til at koste 634 millioner britiske pund og det første fly skulle efter planen blive leveret i oktober 2014. Flyene udgør No. 51 Squadron RAF, som er baseret på RAF Waddington sammen med RAF's andre ISTAR-aktiver. De forventes at være i tjeneste frem til 2045.
Tidligere benyttede Royal Air Force tre Nimrod R1, som var konverterede maritime patruljefly. Da man begyndte at undersøge mulighederne for at opgradere de tilbageværende maritime Nimrods til MRA4-standarden valgte man samtidig at iværksætte projekt Helix i August 2003. Projektet skulle undersøge mulighederne for at videreføre R1-varianten frem til 2025. I 2008 begyndte man at undersøge muligheden for at pensionere Nimroden og købe Rivet Joint. Da Royal Air Force i 2010 skulle gennemføre store besparelser betød det at hele Nimrod-kapaciteten blev skåret væk. Nimrod R1s deltagelse i Operation Ellamy over Libyen betød dog at flyet først udgik fra aktiv tjeneste i juni 2011. Projekt Helix blev omdøbt til Projekt Airseeker hvorunder tre KC-135R-flystel skulle konverteres til RC-135W-standard af firmaet L-3 Communications. L-3 skal desuden forestå løbende vedligeholdelse og opgraderinger. De tre flystel er tidligere United States Air Force KC-135R, som alle fløj deres jomfruflyvninger i 1964, men nu vil blive modificeret til den nyeste standard inden levering. De tre flystel Storbritannien har bestilt er de yngste KC-135'ere i USAF. I september 2010 havde flyene logget henholdsvis 23.200, 22.200 og 23.200 flyvetimer.
Omskolingen af det britiske personel fra 51 Sqadron til RC-135 begyndte i Offutt i januar 2011. Den første RC135W (ZZ664) blev leveret til Royal Air Force forud for planen den 12. november 2013 og undergik en modtagekontrol og en række tests før den indgik i aktiv tjeneste.

## Brugere
- USA
  -  United States Air Force
    - 55th Wing
      - 38th Reconnaissance Squadron
      - 45th Reconnaissance Squadron
      - 82nd Reconnaissance Squadron (Kadena Air Base, Japan)
      - 95th Reconnaissance Squadron (RAF Mildenhall, England)
      - 343rd Reconnaissance Squadron
- Storbritannien
  -  Royal Air Force
    - No. 51 Squadron RAF

## Uheld
- Den 13. januar 1969 returnerede USAF RC-135S (Rivet Ball), 59-1491 fra en opgave da det skulle lande på Shemya Air Force Base, Alaska i en snestorm. Flyet aquaplanede af landingsbanen og endte i en 12 meter dyb kløft. Fly af den samme type blev efterfølgende udstyret med thrust-reversere på deres TF-33 turbofanmotorer. Dette fly var dog først udstyret med J-57 turbojetmotorer uden thrust-reversere. Alle 18 besætningsmedlemmer overlevede, men flyet blev afskrevet som totalskadet. Mange af flyets indhentningssystemer er efterfølgende blevet genbrugt i andre fly.[25]

- Den 5. juni 1969 forlod USAF RC-135E, 62-4137 (Rivet Amber) Shemya Air Force Base for at flyve til Eielson Air Force Base, Arkansas. Formålet med flyvningen var beskrevet som en rutineflyvning, men under den forrige flyvning havde flyet været i svær turbulens og var derfor kun godkendt til en enkelt kontrolflyvning hvor man skulle undersøge flyet for strukturskader. "Rivet Amber" var det tungeste RC-135-fly bygget og var et yderst sofistikeret fly med en radar der vejede over 15 ton og under hver vinge var specielle kanistre der indeholdt en varmeveksler (højre vinge) og en generator (venstre vinge). Under flyvningen mistede man kontakten til flyet og man fandt aldrig vraget.[12]

- Den 15. marts 1981 forulykkede USAF RC-135S (Cobra Ball), 61-2664, under indflyvningen til Shemya Air Force Base fra Eielson Air Force Base i Alaska. det lykkedes ikke for piloten at etablere hverken en korrekt indflyvningsvinkel eller korrekt landingshastighed og ramte jorden før landingsbanen. Ud af de 24 besætningsmedlemmer om bord mistede de seks livet.[26]

- Den 25. februar 1985 forulykkede USAF RC-135T (Rivet Dandy), 55-3121. Flyet var lettet fra Eielson AFB og skulle træne landinger under dårlige forhold ved Valdez Municipal Airport (VDZ) i Alaska. De første to landingsforsøg forløb efter planen, men under det tredje løb blev besætningen tilsyneladende desorienteret og ILS-landingskursen blev sat 6,4 kilometer forskudt mod nord i forhold til den korrekte kurs. Den tre mand store besætning (to piloter og en navigatør) mistede livet da flyet fløj ind i en bjergside. Den anvendte indflyvningsprocedure var certificeret for en de Havilland Canada DHC-7, STOL-fly. Både indflyvningsvinklen og flyvemønstret var for stejlt til en RC-135. Flyvraget blev ikke fundet før den 2. august 1985.[16]